# 11724 Ronaldhsu
A 11724 Ronaldhsu (ideiglenes jelöléssel 1998 HH146) a Naprendszer kisbolygóövében található aszteroida. A LINEAR projekt keretében fedezték fel 1998. április 21-én.